# Sołomykowskije Dwory
Sołomykowskije Dwory (ros. Соломыковские Дворы) – chutor w zachodniej Rosji, w sielsowiecie niżnierieutczanskim rejonu miedwieńskiego w obwodzie kurskim.

## Geografia
Miejscowość położona jest 12 km od centrum administracyjnego sielsowietu (Niżnij Rieutiec), 3 km na północ od centrum administracyjnego rejonu (Miedwienka), 28 km na południowy zachód od Kurska, przy drodze magistralnej (federalnego znaczenia) M2 «Krym».
W chutorze znajdują się 43 posesje.
Klimat
Miejscowość, jak i cały rejon, znajduje się w strefie klimatu kontynentalnego z łagodnym ciepłym latem i równomiernie rozłożonymi opadami rocznymi (Dfb w klasyfikacji klimatów Köppena).

## Demografia
W 2010 r. chutor zamieszkiwało 55 osób.